# Растурач органских ђубрива
Растурач органских ђубрива представља посебну тракторску приколицу са уређајем за растурање кабастог ђубрива. Користи се углавном за растурање стајњака, компоста или тресета. 

## Принцип рада
На дну приколице налази се ланчасто-летвичасти транспортер који довлачи ђубриво до уређаја за разбацивање. Он се налази на крају приколице и растура ђубриво по површини иза машине. Погон за транспортер и уређај за разбацивање растурач добија од возних точкова, или од прикључног вратила трактора. Уређај за разбацивање је у облику лопатица или спирала постављених на хоризонтална  или вертикална вратила. 

## Типови растурача
Капацитет приколице је такав да она може да послужи и за ношење и истовар осталих кабастих материјала. За типове које вуче трактор снаге 20 kW капацитет је 2-2,7 m3 (1800-2300 kg). Постоје типови са промењивом ширином и начином растурања и са две брзине избацивања (већом за малчирање сламом, на пример, и нормалном за стајњак и остала кабаста ђубрива).

## Извор
- Грбић, М. (2010): Производња садног материјала – Технологија производње украсних садница. Универзитет у Београду. Београд  978-86-7299-174-1